# Tropidion pusillum
Tropidion pusillum är en skalbaggsart som först beskrevs av Martins 1960.  Tropidion pusillum ingår i släktet Tropidion och familjen långhorningar. Inga underarter finns listade i Catalogue of Life.